# Bill Kopp
William Kopp (nascut el 17 d'abril de 1962) és un animador, escriptor i actor de veu estatunidenc.

## Carrera
Kopp va estudiar animació al Califòrnia Institute of the Arts. El 1984, va guanyar un Premi al Mèrit dels Premis Oscar Estudiantils per Mr. Gloom. El 1985, va guanyar un premi de l'Acadèmia d'Estudiants per Observational Hazard.
Kopp va animar el Whammy al programa de jocs de la dècada de 1980 Press Your Luck i va donar la veu al personatge principal al programa de Fox Eek! The Cat i Klutter a The Terrible Thunderlizards, que va crear amb Savage Steve Holland. També va donar veu a Tom a les pel·lícules de Tom i Jerry Tom and Jerry: Blast Off to Mars i Tom i Jerry: Ràpids i peluts.
Va ser animador de The Tracey Ullman Show "The Simpsons" shorts, però va marxar després d'una temporada.
Kopp va crear The Shnookums and Meat Funny Cartoon Show i Mad Jack the Pirate, va treballar com a productor executiu i escriptor per a Toonsylvania, va produir i va dirigir els dibuixos animats de Tom i Jerry, va escriure Hare and Loathing in Las Vegas and The Incredible Crash Dummies. opp va treballar en la història dels tres Roger Rabbit Shorts, Tummy Trouble, Roller Coaster Rabbit, i Trail Mix-Up. També va ser l'escriptor/director/coproductor del final de la sèrie de Tales from the Crypt "The Third Pig".
Va ser el director de la majoria d'episodis de The Twisted Whiskers Show.
Kopp és un habitual a Mighty Magiswords de Cartoon Network i proporciona la veu de Man Fish the Fish Man.
Actualment resideix a Califòrnia.

## Filmografia

### Pel·lícula
| Any  | Pel·lícula                       | Paper             | Notes                                                            |
| ---- | -------------------------------- | ----------------- | ---------------------------------------------------------------- |
| 1985 | Jac Mac and Rad Boy Go!          | Rad Boy           |                                                                  |
| 1985 | Better Off Dead                  |                   | animador                                                         |
| 1986 | One Crazy Summer                 |                   | dissenyador de personatges supervisor d'animació animador en cap |
| 1989 | Tummy Trouble                    |                   | story animador                                                   |
| 1990 | Roller Coaster Rabbit            |                   | story animador                                                   |
| 1993 | Trail Mix-Up                     |                   | story (sense acreditar)                                          |
| 2005 | Tom and Jerry: Blast Off to Mars | Tom, Press Guy #1 | escriptor director director de veu actor de veu                  |
| 2005 | Tom and Jerry: Ràpids i peluts   | Tom, Frank        | escriptor director director de veu actor de veu                  |

### Televisió
| Any       | Pel·lícula                                | Paper | Notes |
| --------- | ----------------------------------------- | --- | --- |
| 1987      | The Tracey Ullman Show                    | | animador |
| 1988–1991 | A Pup Named Scooby-Doo                    | | Artista de guió guionista i artista de maquetació (sense acreditar)                                               |
| 1991–1994 | Taz-Mania                                 | | writer |
| 1992–1997 | Eek! The Cat                              | Eek, Pierre | creador escriptor narrador productor supervisor actor de veu                                                      |
| 1994      | The Baby Huey Show                        | | director creatiu                                                                                                  |
| 1995      | The Shnookums and Meat Funny Cartoon Show | Polite Coyote | creator writer producer voice director voice actor                                                                |
| 1995–1997 | The What-A-Cartoon! Show                  | Yuckie Duck | actor de veu |
| 1996      | Tales from the Crypt                      | | guionista director director d'animació dissenyador de personatges artista guionista Episodi 7.13: "The Third Pig" |
| 1998–1999 | Toonsylvania                              | | creador escriptor productor executiu director de veu                                                              |
| 1998–1999 | Mad Jack the Pirate                       | Mad Jack | creador escriptor productor executiu director de càsting director de veu actor de veu                             |
| 2001      | Capertown Cops                            | | escriptor |
| 2002      | House of Mouse                            | | escriptor Episodi 3.10: "Humphrey in the House"                                                                   |
| 2004–2007 | Danny Phantom                             | | storyboard artist                                                                                                 |
| 2010      | 'Til Death                                | Dofí, balena | Episodi 4.21: "The Wedding"                                                                                       |
| 2010      | The Twisted Whiskers Show                 | Mister Mewser, Jack | escriptor director actor de veu                                                                                   |
| 2011      | Dan Vs.                                   | Veus addicionals | director |
| 2015      | Wabbit                                    | | escriptor només Episodi 1.7a: "White House Rabbit"                                                                |
| 2016–2019 | Mighty Magiswords                         | Man Fish the Fish Man, Eel, Boot, Monster Toupee, Centipede 1 & 2, Seaslug-Chan, Justin Bottlenose Posse Person 1, Vendor, Sea Sponge, Vortex Donut, Bear Claw, King Chilidonut, Jeff, Dino | actor de veu |
| 2019      | Amphibia                                  | Marine | Episodi 1.16: "Bizarre Bazaar"                                                                                    |